# Dutywa
Dutywa (bis 2004 Idutywa) ist eine Stadt in der südafrikanischen Provinz Ostkap (Eastern Cape). Hier befindet sich der Verwaltungssitz der Lokalgemeinde Mbhashe im Distrikt Amathole. 2011 lebten dort 11.076 Personen.

## Geographie
Dutywa liegt am Dutywa River, ein Nebenfluss des Mbhashe River, der im Indischen Ozean mündet. Die Umgebung ist relativ flach. Einige Kilometer nördlich der Stadt befindet sich das Mangali Forest Reserve. 35 Kilometer südsüdwestlich liegt Gcuwa, 60 Kilometer nordöstlich Mthatha.

## Geschichte
1858 wurde an der Stelle des heutigen Ortes im Zuge der Grenzkriege ein Fort erbaut. Der Name Idutywa stammt aus dem isiXhosa und bedeutet „Platz der Unordnung“. 1884 wurde eine Siedlung errichtet, die 1913 Gemeindestatus erhielt. Der Ort gehörte zum Homeland Transkei, das 1994 wieder in die Republik Südafrika eingegliedert wurde. 2004 wurde der Ort in Dutywa umbenannt.

## Infrastruktur
Die Fernstraße N2 führt etwa in Nord-Süd-Richtung durch den Ort. Dutywa hat einen Eisenbahnanschluss an der Bahnstrecke Amabele (bei Stutterheim)–Mthatha.

## Söhne und Töchter der Stadt
- Thabo Mbeki (* 1942), ehemaliger Staatspräsident Südafrikas
- Moeletsi Mbeki (* 1945), Publizist und Medien-Manager
- Sithembele Anton Sipuka (* 1960), römisch-katholischer Bischof